# 聞かなかった場所
『聞かなかった場所』（きかなかったばしょ）は、松本清張の長編推理小説。「黒の図説」第7話として『週刊朝日』に連載され（1970年12月18日号 - 1971年4月30日号）、1971年6月に光文社（カッパ・ノベルス）から刊行された。
これまで3度テレビドラマ化されている。

## あらすじ
農水省係長の浅井恒雄は、神戸への出張中、妻の英子が心筋梗塞で急死したことを知る。妻は代々木の坂道近くにある化粧品店に入ってきて、そのままこと切れたという。日頃から心筋梗塞を注意していたはずの妻が、なぜ負担のかかる坂道を上ろうとしたのか。そもそも妻はなぜ代々木にいたのか。浅井の聞かなかった場所であった。現場の近くに連れ込み旅館が林立しているのに気づいた浅井は、ある想像をめぐらし、調査を始める。探索の末、「真相」を掴んだと思った浅井は、ある行動に出るが……。

## 翻訳
- 『A Quiet Place』(英語、Bitter Lemon Press）
- 『Un endroit discret』(フランス語、Actes Sud）
- 『Un posto tranquillo』(イタリア語、Adelphi）
- 『Un lugar desconocido』(スペイン語、Libros del Asteroide）

## テレビドラマ

### 1979年版
「松本清張の聞かなかった場所」。1979年3月17日、テレビ朝日系列の「土曜ワイド劇場」枠（21:00-22:24）にて放映。
キャスト
- 浅井恒雄：藤田まこと
- 久保孝之助：長谷川明男
- 美弥子：森下愛子
- 高橋千代子：中原早苗
- 柳下：芦屋小雁
- 白石局長：仲谷昇
- 浅井英子：大谷直子
- 相馬剛三、須賀良、ひろみどり、河合絃司、桐島好夫、田川勝雄、森愛、小山朱美、本多洋子、森田秀、小甲登枝恵、伊藤慶子、松浦とも子、滝川龍之介、富田雅美、若松みどり、中村麻由美、広京子、木村修、亀田順子、名古屋章

スタッフ
- 脚本：猪又憲吾
- 監督：渡邉祐介
- 音楽担当：深沢康雄
- 撮影：坪井誠
- 照明：吉岡伝吉
- 録音：小松忠之
- 助監督：加島忠義
- 衣裳：鷹志衣裳
- 現像：東映化学
- 協力：山鹿市とうろうセンター
- プロデュース：大久保忠幸（東映）
- 制作：東映

| テレビ朝日系列 土曜ワイド劇場 | テレビ朝日系列 土曜ワイド劇場             | テレビ朝日系列 土曜ワイド劇場                       |
| 前番組                        | 番組名                                    | 次番組                                              |
| ----------------------------- | ----------------------------------------- | --------------------------------------------------- |
| 白銀の死闘 （1979.3.10）      | 松本清張の 聞かなかった場所 （1979.3.17） | 死刑台のロープウェイ (原作：夏樹静子) （1979.3.24） |

### 1997年版
「松本清張特別企画・聞かなかった場所」。1997年7月7日、TBS系列の「月曜ドラマスペシャル」枠（21:00-22:54）にて放映。視聴率15.6％（ビデオリサーチ調べ、関東地区）。
キャスト
- 浅井恒雄：風間杜夫
- 浅井英子：大島さと子
- 久保孝之助：原田大二郎
- 英子の妹・美弥子：床嶋佳子
- 高橋千代子：金久美子
- 入川保則
- 木戸明治：左とん平
- 春田次郎：中西良太
- 松浪志保
- 駒塚由衣
- 久保田民絵
- 牛山茂
- 森章二
- 小山武宏
- 局長：北村総一朗
- 西沢利明
- 内田稔
- 秋間登
- 雪絵ゆき
- 麻ミナ
- 石波義人
- 真山章志
- 小池朋子
- 松沢英明
- 宮内理恵
- 中山祐子
- 谷口公一
- 菊沢貴史
- 永田祐子

スタッフ
- 脚本：大野靖子
- 監督：松尾昭典
- プロデューサー：大下晴義、堀貞雄(東阪企画)、林悦子
- 音楽：津島利章
- 制作：TBS、東阪企画、霧企画

| TBS系列 月曜ドラマスペシャル                        | TBS系列 月曜ドラマスペシャル                   | TBS系列 月曜ドラマスペシャル                       |
| 前番組                                              | 番組名                                         | 次番組                                             |
| --------------------------------------------------- | ---------------------------------------------- | -------------------------------------------------- |
| 女検視官・江夏冬子 京都清水坂殺人事件 （1997.6.30） | 松本清張特別企画 聞かなかった場所 （1997.7.7） | 監察医・薮野善次郎3 (原作：上野正彦) （1997.7.14） |

### 2011年版
「松本清張特別企画・聞かなかった場所」。2011年11月16日、テレビ東京系列の「水曜ミステリー9」枠（21:00-22:48）にて放映。厚生福祉省勤務の女性次長・浅井恒子を主人公とし、坂道の場所を大塚周辺に設定している。
キャスト
- 浅井恒子：名取裕子 （厚生福祉省・女性子育て支援局次長）
- 久保孝子：酒井美紀 （恒子の元部下）
- 高橋千代吉：大杉漣 （薬局店主）
- 沼袋潔：金田明夫 （恒子の部下）
- 浅井英夫：伊藤洋三郎 （恒子の夫。小説家）
- 石田博美：川上麻衣子 （恒子の義妹）
- 花井駒子：石井トミコ （孝子宅の家政婦）
- 下岡有作：渡辺いっけい （警視庁捜査一課の刑事）
- 丸山芳江：茅島成美 （英夫の教え子）
- 市川洋介：藤堂新二 （厚生福祉省審議官）
- 橘真弓：森奈みはる （看護師）
- 厚生福祉省大臣：森下哲夫
- 村松恭子、大草理乙子、中條サエ子、小柳友貴美、小池真吾、西尾浩行

スタッフ
- 脚本：西岡琢也
- 監督：黒沢直輔
- 撮影：志賀葉一
- 選曲：合田麻衣子
- 合成：日本映像クリエイティブ(長部恭平)
- 操演：シールズ(高橋昌志)
- 撮影協力：高崎市、高崎シティギャラリー、前橋市、箕郷文化会館、高崎商科大学佐藤幼稚園 ほか
- 技術協力：フォーチュン、Kカンパニー
- 美術協力：山崎美術
- 音楽協力：テレビ東京ミュージック
- プロデューサー：橋本かおり（テレビ東京）、小畑良治、椿宜和、冨田英樹
- チーフプロデューサー：小川治（テレビ東京）
- 製作：テレビ東京、BSジャパン、角川映画

| テレビ東京系列 水曜ミステリー9              | テレビ東京系列 水曜ミステリー9                   | テレビ東京系列 水曜ミステリー9                    |
| 前番組                                      | 番組名                                           | 次番組                                            |
| ------------------------------------------- | ------------------------------------------------ | ------------------------------------------------- |
| 松本清張特別企画 鉢植を買う女 （2011.11.9） | 松本清張特別企画 聞かなかった場所 （2011.11.16） | 旅行作家・茶屋次郎9 笛吹川殺人事件 （2011.11.30） |